# Oribatula hispanica
Oribatula hispanica är en kvalsterart som beskrevs av Subías och Antonio Arillo 1998. Oribatula hispanica ingår i släktet Oribatula och familjen Oribatulidae. Inga underarter finns listade i Catalogue of Life.